# Mtskheta-Mtianeti
Mtskheta-Mtianeti (tiếng Gruzia: მცხეთა-მთიანეთი) là một vùng phía đông của Gruzia, tiếp giáp với các nước cộng hòa tự trị Chechnya, Ingushetia, Bắc Ossetia-Alania của Nga.